# La Tierruca
La Tierruca es la denominación afectiva con la que los habitantes de Cantabria (España) se refieren a su comunidad autónoma. Este nombre se comenzó a utilizar en La Montaña en las postrimerías del siglo XIX. Desde entonces ha estado vigente y este término es especialmente utilizado en la actualidad por los cántabros que viven fuera de Cantabria, en otras partes de España, aunque también se utiliza dentro de la propia Cantabria para referirse de forma cariñosa a la Comunidad autónoma. El nombre se popularizó a partir de la publicación de El sabor de la tierruca en 1882, obra de José María de Pereda.
Esta denominación, muy extendida, aparece en la literatura ligada a la región, en prosa y en verso, como en el citado libro de Pereda. También ha aparecido en medios de difusión regionales como los periódicos El Diario Montañés y Alerta, y en su forma "mi tierruca" aparece en el Himno de Cantabria. El sufijo -uca, propio del habla cántabra, denota el interés de Pereda por reflejar fielmente el lenguaje popular en las obras literarias, característica que mereció los elogios de críticos como Benito Pérez Galdós. Asimismo se ha señalado la posible asociación entre el diminutivo -uca y los sentimientos de añoranza y nostalgia derivados de la emigración cántabra de finales del XIX.
Sin embargo, la sinonimia entre las expresiones La Montaña y La Tierruca, entendidas como nombres propios, es palpable en diversos textos de ficción y de no ficción; un ejemplo es el libro El valle de Ruiseñada, de 1909, obra de Miguel de Asúa y Campos.

## Algunos ejemplos
Ejemplos del uso del apodo dentro y fuera de Cantabria:
- Sonidos de la 'Tierruca' (festival musical de Santander).
- De la tierruca: poesías montañesas (libro de José Antonio Balbontín de 1912).
- El sabor de la tierruca (libro de Pereda de 1882).
- Mi bella tierruca, pasodoble del maestro Millán dedicado a Cantabria e interpretado por Jorge Sepúlveda, entre otros.
- La Tierruca (poema de Virgilio Dávila).
- Centro Superior de Estudios Internacionales Naturopáticos La Tierruca (Torrelavega).
- Peña racinguista Bella Tierruca.
- Parafarmacia y herboristería La Tierruca (Torrelavega).
- Bar La Tierruca (bar de tapas en Madrid).
- Restaurante La Tierruca (restaurante de comida cántabra en Valencia).